# Gasmätare

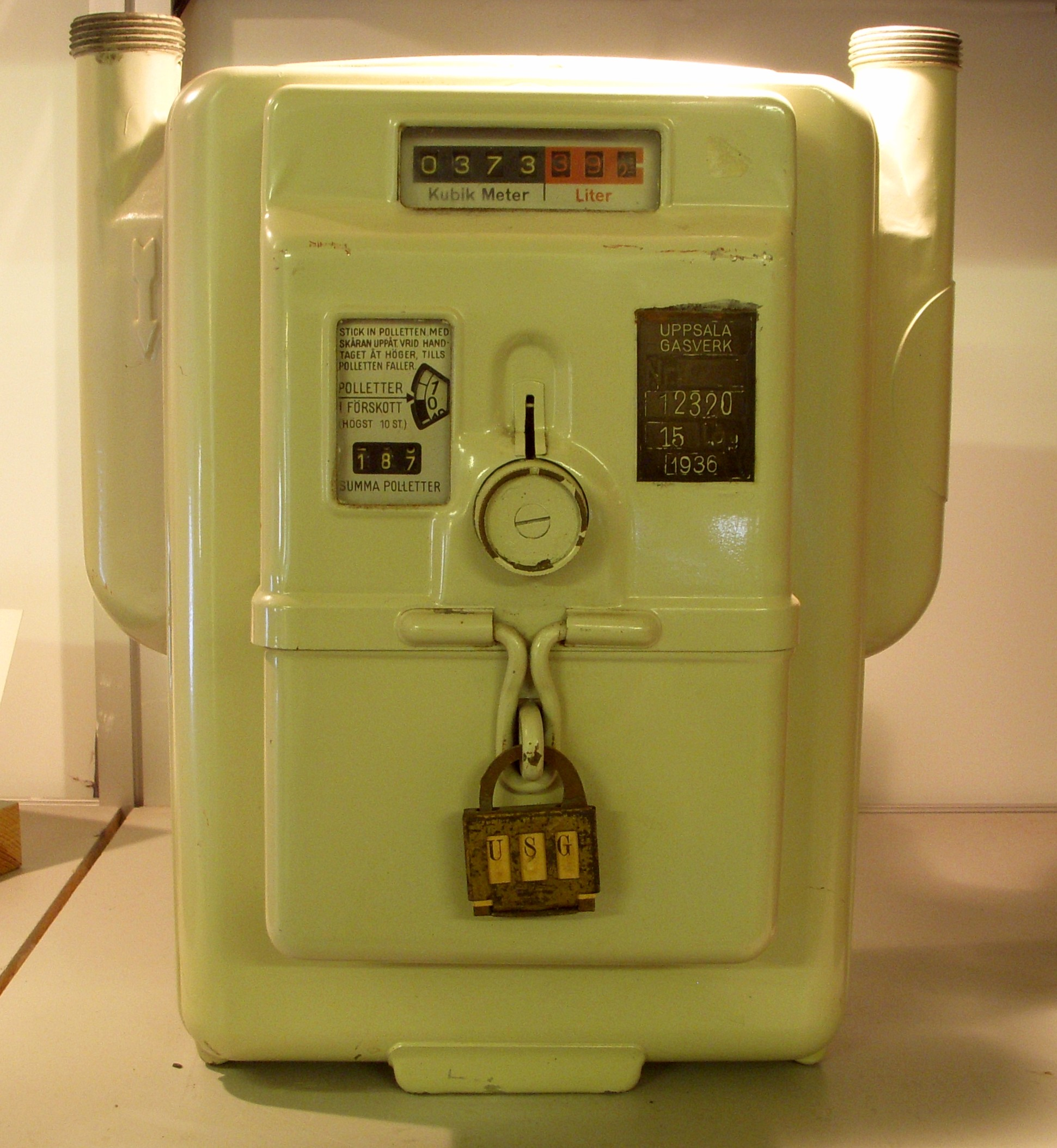
En gasmätare från Uppsala gasverk, 1936

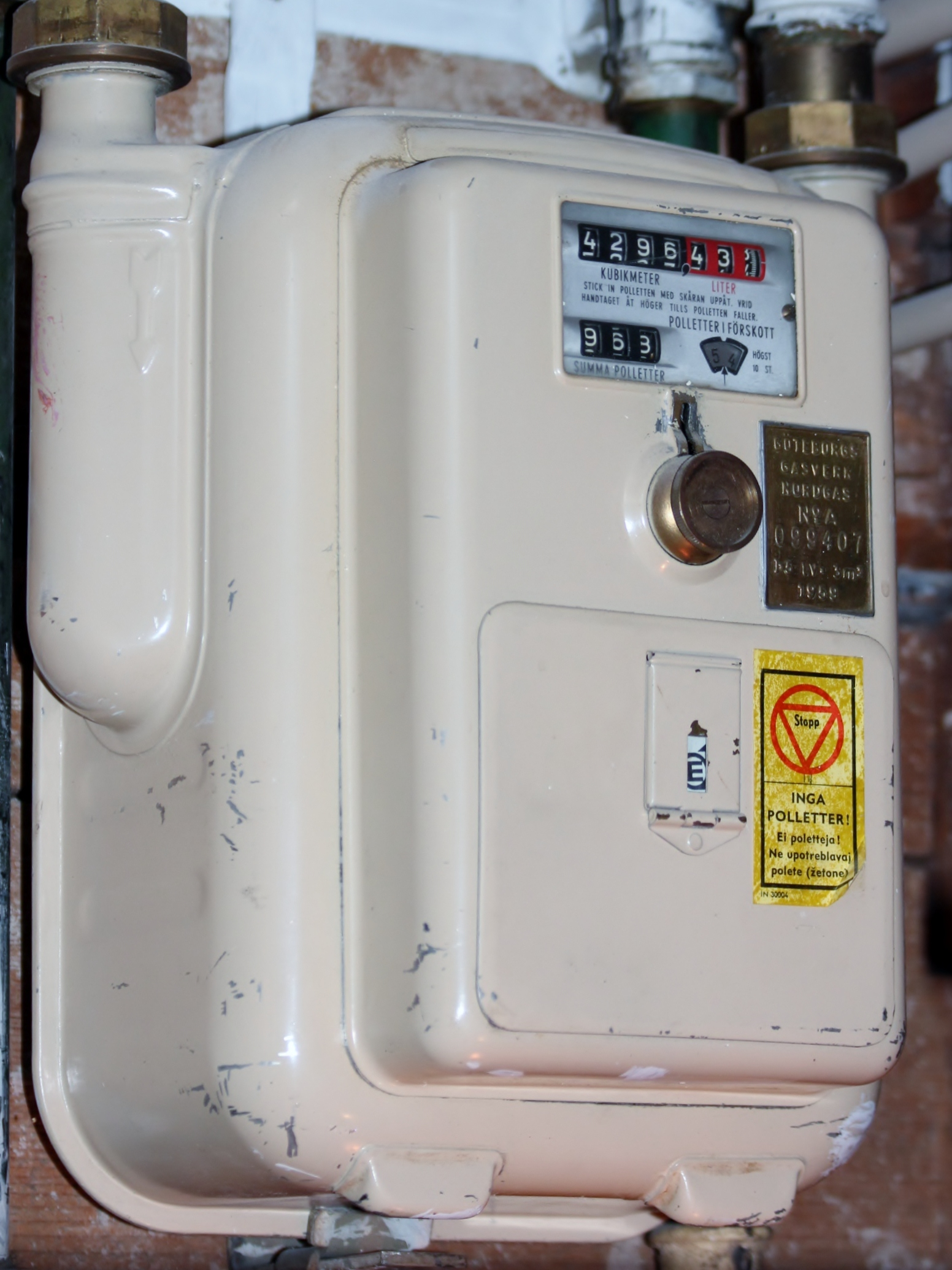
Gasmätare från Göteborgs gasverk, Nordgas, 1959. Monterad i landshövdingehus i Göteborg.

En gasmätare är ett mätinstrument som mäter gasförbrukningen. Förbrukningen av stadsgas eller naturgas mäts i m3 och blir sedan omräknad till kWh som blir underlag för debiteringen av förbrukningskostnaden. Resultatet kan variera något beroende på gasens värmevärde.
Det var engelsmannen Samuel Clegg som 1816 konstruerade den första gasmätaren. Mätaren har en anordning som omvandlar gasflödet till en mekanisk rörelse eller en elektrisk signal samt ett räkneverk. Det finns speciella gasmätare för industriändamål. För mätning av hushållsgas (stadsgas och/eller naturgas) installerar energileverantören en gasmätare. Före gasmätarens finns en avstängningsventil. Gasmätarens anslutningar till gasledningen förseglas med en plomb. Plomben får bara brytas av behörig personal.
I Sverige gäller numera att det ofta inte krävs någon individuell gasmätning för hushållsapparater (gasspis) utan en fast summa debiteras istället. Vid användning av större förbrukare av typ gasdriven värmepanna eller varmvattenberedare krävs dock i allmänhet en individuell mätning med en gasmätare. Mätaren skall i så fall placeras i ventilerat utrymme (dock ej i badrum) och vara enkelt åtkomlig för kontroll, avläsning och utbyte.
Avläsningen av gasmätarens räkneverk kan ske genom leverantörens personal. Kunderna kan också själva utföra avläsningen genom att skicka in avläsningen via avläsningskort, telesvar, Internet eller liknande. Moderna gasmätare har även möjlighet till fjärravläsning.